# Districtul Al Wahat
Al Wahat este un district în Libia. Are 29.257 locuitori pe o suprafață de 108.670 km².